# Псеудопсеудохипопаратироидизам
Псеудопсеудохипопаратироидизам (ППХП) је наследни поремећај,  назван по својој сличности са клиничком сликом псеудохипопаратироидизма. Термин се користи да опише стање код кога пацијент има фенотипски изглед псеудохипопаратиреоидизма типа 1а, али има (неочекивано за фенотип) нормалне лабораторијске анализе, укључујући калцијум и паратироидни хормон.
Може се сматрати варијантом Албрајтове наследне остеодистрофије (псеудохипопаратироидизам тип 1А  без резистенције паратироидног хормона (ПТХ), што се често види у тој болести),  јер се манифестују са истом констелацијом знакова и симптома, укључујући низак раст, брахидактилију, поткожну калцификација и гојазност. 

## Називи
Псеудопсеудохипопаратироидизам (ППХП) — Албрајтова наследна остеодистрофија без вишеструке хормонске резистенције — Псеудопсеудо-хипопаратироидизам —  Псеудо-псеудохипопаратироидизам

## Опште информације
Псеудопсеудохипопаратироидизам (ППХП) је наследно стање које узрокује низак раст, округло лице и кратке кости шаке. Узрокује и отврдњавање зглобова и других меких ткива у телу. Такође утиче на то како се формирају кости. Као резултат тога, ППХП може изазвати оштећење костију, зглобова и нерава, а ово оштећење може изазвати трајни бол. Неки људи са ППХП (10%) такође имају сметње у учењу. 
ПХПП је узрокован генетским променама у ГНАС гену и наслеђује се на аутозомно доминантан начин. Ово стање је обично наслеђено од оца (геномски отисак). ППХП је генетски повезан са псеудохипопаратироидизмом типа Iа (ПХП-1а). Знаци и симптоми су слични, али људи са ППХП не показују отпорност на паратироидни хормон док људи са ПХП-Iа показују. Гојазност је карактеристична за ПХП-Iа и може бити тешка, док је гојазност мање изражена и може бити одсутна код особа са ППХП. И ПХП-Iа и ППХП су узроковани генетским променама које утичу на функцију ГНАС гена. Али људи који наследе генетску промену од своје мајке развијају ПХП-1а; док они који наследе генетску промену од свог оца развијају ППХП.

## Епидемиологија
Преваленција ППХП је непозната, али серије пацијената обично укључују једног пацијента са ППХП на свака два пацијента са псеудохипопаратироидизмом тип 1А (ПХП 1а).

## Етиологија
Болест је узрокована очевима наслеђеним хетерозиготним молекуларним дефектима у ГНАС гену (20к13) који кодира алфа подјединицу стимулативног Г протеина (Гс алфа), што резултира смањењем експресије/активности Гс алфа. У породицама у којима коегзистирају ПХП 1а и ППХП, мутације у гену могу се открити код свих оболелих чланова.

## Патофизиологија
ГНАС1 ген укључен je у псеудохипопаратироидизам типа 1а и псеудопсеудохипопаратироидизам је под великим утицајем отискивања. Када се отац који има псеудохипопаратироидизам подвргне сперматогенези, утискивање гена ГНАС1 инактивира обе копије његових гена: једна ће бити функционална, а друга ће бити дефектна. Ткива у телу ће поново селективно активирати различите копије гена ГНАС1; бубрези ће селективно активирати (функционалну) мајчину копију док ће се (дефектни) ген који потиче од оца задржати утиснутим и неактивним, чак и код нормалних особа. Пошто је ГНАС1 ген који потиче од мајке функционалан, бубрежно регулисање калцијума и фосфата је нормално, а хомеостаза се одржава код псеудопсеудохипопаратироидизма. Међутим, остатак ткива ће уместо тога селективно приказати дефектни ген, што ће резултовати хаплоинсуфицијенцијом ГНАС1 производа у већини ткива и дати фенотип псеудохипопаратироидизма типа 1а. Као резултат, постоји и нормалан одговор уринарног цАМП-а на ПТХ и нормалан ПТХ у серуму

## Клиничка слика
Симптоми ове болести могу почети да се појављују у било ком тренутку у животу пацијента. Старосни симптоми могу се разликовати од болести. Симптоми могу почети у једном узрасту или током неколико старосних група. Симптоми неких болести могу почети у било ком узрасту. Времена појаве симптома може  помоћи лекарима да пронађу тачну дијагнозу.
Брахидактилија
Прсти изгледају непропорционално кратки у поређењу са руком/ногом. Реч брахидактилија се овде користи да опише низ различитих образаца скраћених прстију
Одложен развој говора и језика
Степен језичког развоја који је знатно испод норме за дете одређеног узраста.
Ектопична осификација
Формирање абнормалног, екстраскелетног коштаног ткива, односно присуство кости у меком ткиву где кост нормално не постоји.
Повишен ниво циркулишућег паратироидног хормона
Ненормално повећана концентрација паратироидног хормона.
Интелектуални инвалидитет
Субнормално интелектуално функционисање које настаје током развојног периода. Интелектуални инвалидитет, који се раније називао ментална ретардација, дефинисан је као количник интелигенције испод 70.
Пренатални недостатак раста
Абнормално ограничење раста фетуса са тежином фетуса испод десетог перцентила за гестациону старост.
Остеом коже
Термин остеом се односи на аномално присуство окоштавања (формирање кости) у унутрашњости дермиса или епидермиса. Коштана или поткожна формација костију се манифестује као чврсти камени чворићи. Остеоми се појављују као неправилни, стврднути мали чворићи који су добро обрубљени и углавном исте боје као и кожа.
Кратка 4. метакарпална кост
Кратка четврта метакарпална кост.
Кратка 5. метакарпална кост
Кратка пета метакарпална кост.
Кратка дистална фаланга палца
Хипопластична (кратка) дистална фаланга палца.
Кратка метатарзална кост
Смањена дужина метатарзалне кости, са резултујућим проксималним померањем повезаног ножног прста.
Низак раст
Висина испод оне која се очекује према старосним и полним нормама. Иако не постоји универзално прихваћена дефиниција ниског раста, многи називају „низак раст“ висину више од 2 стандардне девијације испод средње вредности за узраст и пол (или испод 3. перцентила за норме које зависе од старости и пола).

## Дијагноза
Дијагноза се заснива на присуству карактеристика АХО и искључењу других облика ПХП-а (мерењем серумског калцијума, фосфата и ПТХ). Рендгенски снимци показују типично скраћивање четвртог метакарпалног и узнапредовало коштано доба. Сви метакарпални и метатарзални могу бити погођени. Молекуларно генетско тестирање које идентификује мутацију у ГНАС гену потврђује дијагнозу.

## Диференцијална дијагноза
Диференцијална дијагноза укључује ПХП 1а, ПХП 1ц и 2к37 микроделецијски синдром (погледајте ове термине).

### Антенатална дијагноза
Антенатална дијагноза је могућа када је позната болест која узрокује мутацију у породици.

### Генетско саветовање
Могуће је генетско саветовање јер се ППХП наслеђује аутозомно доминантан са родитељским отиском. ППХП се најчешће јавља код рођака пацијената са ПХП 1а, али се може појавити у породицама без ПХП-а као изоловани дефект. Очевско наслеђе мутације је одговорно за ППХП.   

## Терапија
Не постоје специфична терапија за различите манифестације болести, иако се поткожне осификације могу хируршки уклонити када су посебно велике или изазивају бол или неугодност.

## Прогноза
Псеудопсеудохипопаратироидизам (ППХП)  није опасан по живот, али квалитет живота може бити угрожен код оних са тешким ектопичним окоштавањем.